# Pôle métropolitain Réseau Ouest Normand
 (juillet 2025).
Le pôle métropolitain Réseau Ouest Normand est un pôle métropolitain situé en région Normandie autour de la ville de Caen et du Pôle métropolitain Caen Normandie Métropole. Depuis 2023 et sa scission avec le Pôle métropolitain Caen Normandie Métropole, il regroupe 28 établissements publics de coopération intercommunale (EPCI) situés dans les départements du Calvados, de la Manche et de l'Orne.

## Composition
En 2025, le pôle regroupait 25 EPCI situés dans les départements du Calvados, de la Manche, de l'Orne.
| Intercommunalité                  | Nombre de communes | Population (dernière pop. légale) | Superficie (km2) | Densité (hab./km2) |
| --------------------------------- | ------------------ | --------------------------------- | ---------------- | ------------------ |
| CA du Cotentin                    | 129                | 178 020                           | 1 439,40         | 124                |
| Flers Agglo                       | 42                 | 52 946                            | 567,70           | 93                 |
| CA Lisieux Normandie              | 53                 | 72 812                            | 951,60           | 77                 |
| CA Mont-Saint-Michel-Normandie    | 95                 | 87 417                            | 1 543,90         | 57                 |
| Saint-Lô Agglo                    | 61                 | 76 653                            | 819,90           | 94                 |
| CC Argentan Intercom              | 49                 | 33 237                            | 715,10           | 47                 |
| CC Coutances Mer et Bocage        | 48                 | 47 729                            | 643,0            | 74                 |
| CC de Bayeux Intercom             | 36                 | 29 919                            | 199,0            | 150                |
| CC de Granville, Terre et Mer     | 32                 | 44 842                            | 282,80           | 159                |
| CC de la Baie du Cotentin         | 23                 | 23 077                            | 445,0            | 52                 |
| CC Villedieu Intercom             | 27                 | 15 663                            | 293,90           | 53                 |
| CC Domfront Tinchebray Interco    | 15                 | 15 805                            | 366,90           | 43                 |
| CC du Pays de Honfleur-Beuzeville | 23                 | 27 116                            | 194,20           | 140                |
| CC Intercom de la Vire au Noireau | 17                 | 46 235                            | 789,0            | 59                 |
| CC Isigny-Omaha Intercom          | 59                 | 26 414                            | 581,70           | 45                 |
| CC Normandie-Cabourg-Pays d'Auge  | 38                 | 31 566                            | 276,40           | 114                |
| CC Terre d'Auge                   | 44                 | 19 569                            | 323,60           | 61                 |
| CU d'Alençon                      | 31                 | 55 435                            | 461,70           | 120                |